# K3b
K3b е програма за обработка и запис на оптични дискове за GNU/Linux и други подобни на Unix операционни системи, разработена за KDE.